# 周慕姿
周慕姿（英語：Muer Chou，1981年8月5日），台北人，知名諮商心理師及作家，同時也是重金屬樂團「Crescent Lament 恆月三途」主唱。2017年以《情緒勒索》一書嶄露頭角。

## 生平
周慕姿是獨生女，從小在單親家庭長大，由母親撫養長大、管教甚嚴。周慕姿在國小及高中曾加入合唱團。
升高中時，周慕姿曾想報考師大附中，後來在母親及國中老師的堅持下而填了北一女。進到北一女，周慕姿起初參加了攝影社，攝影社東奔西跑四處取材，也因此讓母親感到崩潰，因而冷戰了一個學期。後來機緣之下成為樂團的主唱，樂團鼓手周岳弘後來則成為她的丈夫。高三那年暑假，在看了歌舞劇《吻我吧！娜娜》後而立志成為音樂劇製作，因而放棄原本擔任律師的念頭，考進了政治大學新聞系就讀後，周慕姿卻發現自己不喜歡新聞相關工作。
在接續讀完同校廣電所後，進入中華電信基金會從事專案工作，在工作時有機會接觸八八風災後小林村的活動，周慕姿被災民心中的失落震撼，才在30歲時轉考心理諮商所，轉職為諮商心理師。
周慕姿曾在新店高中擔任五個月的代理輔導老師，她認為那段日子是「不停追尋自我認同」的時光。其中，在帶領團體時，她自覺很容易成為與大家想法不同的人，「尤其是該團體正受到體制或某些人壓迫時」，她特別有感。
即便擔任心理師，週末依然是周慕姿的練團時間，從2000年開始延續至今，不曾間斷。

## 著作
- 《情緒勒索: 那些在伴侶、親子、職場間, 最讓人窒息的相處》（2017，寶瓶文化，ISBN 9789864060788）
- 《關係黑洞: 面對侵蝕關係的不安全感, 我們該如何救贖自己？》（2018，商周出版，ISBN 9789864773534）
- 《婚姻手冊I：結婚之前，你可以問自己的三件事》（2018，英邦德科技，ISBN 9789869736701）
- 《婚姻完全手冊II：新婚後，五個迷思與四個原則》（2018，英邦德科技，ISBN 9789869736732）
- 《婚姻完全手冊III：婚姻中，面臨的威脅與關係修復》（2018，英邦德科技，ISBN 9789578430235）
- 《他們都說妳應該: 好女孩與好女人的疼痛養成》（2019，寶瓶文化，ISBN 9789864061631）
- 《過度努力：每個「過度」，都是傷的證明》（2021，寶瓶文化，ISBN 9789864062201）
- 《羞辱創傷：最日常，卻最椎心的痛楚》（2022，寶瓶文化，ISBN：9789864062966）
- 《親密恐懼：為什麼我們無法好好愛人，好好被愛？》（2023，寶瓶文化，ISBN：9789864063888）

## 外部連結
- 周慕姿的Facebook專頁